# Bogdan Beltram
Bogdan Beltram, slovenski častnik, veteran vojne za Slovenijo, * 27. marec 1950, Nova Gorica.

## Vojaška kariera
- poveljnik 2. operativnega poveljstva SV (? - 23. september 1999)
povišan v brigadirja (19. junij 1993)
- poveljnik Severnoprimorske pokrajine TO (4. oktober 1990 - ?)

## Odlikovanja in priznanja
- red generala Maistra 3. stopnje z meči (26. december 1991)
- red Slovenske vojske (16. maj 1993)
- bronasta medalja generala Maistra (19. oktober 1998)
- spominski znak Obranili domovino 1991
- spominski znak Poveljniki pokrajinskih štabov TO 1991 (23. junij 1998)
- spominski znak Premik 1991 (23. september 1997)
- spominski znak Republiška koordinacija 1991[1]